# I liga paragwajska w piłce nożnej (1926)
Mistrzem Paragwaju został klub Club Nacional, natomiast wicemistrzem Paragwaju został klub Club Olimpia. Mistrzostwa rozegrano systemem każdy z każdym mecz i rewanż.
Najlepszy w tabeli klub został mistrzem Paragwaju. Z ligi spadł klub Sastre Sport Asunción (który już nigdy nie wrócił do pierwszej ligi), a na jego miejsce awansował klub Club Rubio Ñú.

## Primera División

### Wyniki
| Data                | Mecz |
| ------------------- | --- |
| 9 maja 1926         | Club Nacional - Cerro Porteño 3:1 |
| 16 maja 1926        | Sportivo Luqueño - Club Nacional 1:3 |
| 13 czerwca 1926     | Club Libertad - Club Nacional 1:2 |
| 20 czerwca 1926     | Club Guaraní - Club Nacional 1:1 |
| 27 czerwca 1926     | Club River Plate - Club Nacional 0:2 |
| 4 lipca 1926        | Club Nacional - Club Presidente Hayes 4:1 |
| 11 lipca 1926       | Club Nacional - Club Sol de América mecz przerwany przy stanie 2:0 dla Nacional z powodu kontuzji sędziego (niektóre źródła podają, że Nacional prowadził 5:1) mecz powtórzony został 9 stycznia 1927 roku |
| 18 lipca 1926       | Club Nacional - Club Olimpia walkower dla Club Nacional |
| 25 lipca 1926       | Club Nacional - Sastre Sport Asunción 3:0 |
| 22 sierpnia 1926    | Cerro Porteño - Club Nacional 0:3 |
| 29 sierpnia 1926    | Club Nacional - Sportivo Luqueño 2:0 |
| 5 września 1926     | Club Nacional - Club Libertad 2:2 niektóre źródła podają, że wygrał Club Nacional 2:0 |
| 12 września 1926    | Club Nacional - Club Guaraní 2:0 |
| 19 września 1926    | Club Nacional - Club River Plate 2:1 |
| 3 października 1926 | Club Presidente Hayes - Club Nacional 0:5 |
| 19 grudnia 1926     | Club Sol de América - Club Nacional 2:2 według niektórych źródeł wynik brzmiał 0:2 dla Club Nacional |
| 26 grudnia 1926     | Club Olimpia - Club Nacional 3:1 |
| 2 stycznia 1927     | Sastre Sport Asunción - Club Nacional 0:3 |
| 9 stycznia 1927     | Club Nacional - Club Sol de América 3:0 powtórzenie przerwanego meczu z 11 lipca 1926 roku |

### Tabela końcowa sezonu 1926
Kolejność w tabeli na podstawie najbardziej prawdopodobnej liczby punktów zdobytych przez grające w mistrzostwach kluby. W nawiasach podano alternatywne liczby punktów.
| Poz | Klub                  | Mecze | Zw | Rem | Por | Pkt     | BrZd | BrStr |
| --- | --------------------- | ----- | -- | --- | --- | ------- | ---- | ----- |
| 1   | Club Nacional         | 18    | 14 | 3   | 1   | 31      | 43   | 13    |
| 2   | Club Olimpia          | ?     | ?  | ?   | ?   | 24 (23) | ?    | ?     |
| 3   | Club River Plate      | ?     | ?  | ?   | ?   | 18      | ?    | ?     |
| 4   | Club Sol de América   | ?     | ?  | ?   | ?   | 18      | ?    | ?     |
| 5   | Cerro Porteño         | ?     | ?  | ?   | ?   | 17 (18) | ?    | ?     |
| 6   | Club Libertad         | ?     | ?  | ?   | ?   | 17 (19) | ?    | ?     |
| 7   | Sportivo Luqueño      | ?     | ?  | ?   | ?   | 17      | ?    | ?     |
| 8   | Club Guaraní          | ?     | ?  | ?   | ?   | 16      | ?    | ?     |
| 9   | Club Presidente Hayes | ?     | ?  | ?   | ?   | 16 (10) | ?    | ?     |
| 10  | Sastre Sport Asunción | ?     | ?  | ?   | ?   | 5 (8)   | ?    | ?     |